# المغارب (المحابشة)

تعديل مصدري - تعديل

المغارب هي إحدى قرى عزلة حجر بمديرية المحابشة التابعة لمحافظة حجة، بلغ تعداد سكانها 218 نسمة حسب تعداد اليمن لعام 2004.